# Murat Isaku
Murat Isaku (1928-2005) est le pionnier de la littérature albanaise en Macédoine du Nord.
Il est connu dans le monde albanais avec ses poésies et surtout avec ses romans qui, parfois, ont des passages touchant les bords du naturisme (Le soleil connaît son chemin). Murat Isaku est auteur de plusieurs romans parmi lesquels les plus connus sont : La Voie de la montagne, Soif et Les Blessures.